# Frözbach
Der Frözbach ist ein Bach in der Gemeinde St. Veit in Defereggen (Bezirk Lienz). Der Bach entspringt an der Südseite der Lasörlinggruppe und mündet östlich der Ortschaft Scheiblraut in die Schwarzach.

## Verlauf
Der Frözbach entspringt im Bereich der Frözalm im Wesentlichen aus zwei Quellarmen, die an der Südflanke des Verbindungsrats zwischen dem Speikboden und dem Donnerstein entspringen. Der Frötzbach verläuft in südöstlicher Richtung zunächst durch Almwiesen und danach durch locker bewaldetes Gebiet. Kurz vor dem Eintritt ins Defereggental schwenkt der Frözbach nach Süden, wobei er im Unterlauf zwischen den Ortschaften Ratschitsch im Westen und Außeregg im Osten durchfließt. Der Frözbach durchfließt im Unterlauf Grünland, wobei die Ufer des Bachs zu großen Teilen bewaldet sind. Der Frözbach mündet westlich von Scheiblraut von links in die Schwarzach. Der Frözbach weist über seine gesamte Länge einen geringen Verbauungsgrad und eine unbeeinflusste Hydrologie auf. Das Umland des Frözbachs weist überwiegend eine mittlere Nutzungsintensität auf, wodurch die Gewässerraumausprägung zwischen natürlich und naturnah schwankt. Insgesamt wird dem Frözbach eine hohe naturräumliche Bewertung, teilweise sogar eine sehr hohe naturräumliche Bewertung attestiert.
Der Frözbach liegt zwischen dem Einzugsgebiet des Gsaritzerbachs im Westen und des Talbachs im Westen.